# 近藤章夫
近藤 章夫（こんどう あきお）は、日本の地理学者、法政大学経済学部国際経済学科教授。専門は、経済地理学、地域研究、応用経済学。

## 経歴
三重県生まれ。
1998年に明治大学文学部を卒業し、大学院は東京大学理学系研究科へ進む。
2000年に東京大学理学系研究科博士前期課程を修了し、同大学総合文化研究科博士後期に進み、2004年に博士論文「企業組織の立地展開と空間的分業：松下電器グループの事例研究」により、博士（学術）を取得した。
2008年に法政大学経済学部准教授となり、2011年に法政大学比較経済研究所准教授に転じ、2013年に法政大学経済学部教授となった。2016年から2018年にかけて、法政大学比較経済研究所所長を務めた。

## おもな業績

### 単著
- 立地戦略と空間的分業 -エレクトロニクス企業の地理学-、古今書院、2007年

### 共編著
- （半澤誠司、武者忠彦、濱田博之との共編）地域分析ハンドブック
- （法政大学比較経済研究所との共編）都市空間と産業集積の経済地理分析（法政大学比較経済研究所 研究シリーズ29）